# Bảo tàng Di cư ở Gdynia
Bảo tàng Di cư ở Gdynia (tiếng Ba Lan: Muzeum Emigracji w Gdyni) là một bảo tàng lịch sử tọa lạc tại số 1 Phố Polska, thành phố Gdynia, Ba Lan. Bảo tàng Di cư có sứ mệnh ghi lại lịch sử di cư của người Ba Lan.

## Lược sử hình thành
Bảo tàng Di cư là một tổ chức văn hóa của chính quyền địa phương ở Gdynia. Bảo tàng được thành lập vào tháng 2 năm 2012 và chính thức mở cửa cho công chúng vào ngày 16 tháng 5 năm 2015.
Bảo tàng Di cư nằm trong tòa nhà lịch sử trước đây là Ga Hàng hải. Địa điểm này được chọn làm trụ sở của Bảo tàng vì trong giai đoạn 1930-1979, đây là nơi trung chuyển cho hàng nghìn người Ba Lan rời quê hương. Tòa nhà được tân trang lại vào giữa năm 2014 với tổng chi phí là 49,3 triệu złoty.
Năm 2018, Bảo tàng Di cư ở Gdynia được trao Giải thưởng Živa ở hạng mục Bảo tàng Slav tốt nhất do Diễn đàn Các nền văn hóa Slav bình chọn.

## Triển lãm
Bảo tàng Di cư ở Gdynia trưng bày lịch sử 200 năm di cư của người Ba Lan đến tất cả các lục địa, từ thế kỷ 19 đến ngày nay. Các bộ sưu tập của Bảo tàng bao gồm văn bản, bản ghi âm và phim.
Từ khi mở cửa vào tháng 5 năm 2015 đến cuối năm 2017, triển lãm thường trực đã đón hơn 400.000 khách tham quan. Mỗi năm lượng khách tham quan đến Bảo tàng Di cư đều tăng, và riêng năm 2017 lượng khách vượt hơn 160.000 lượt.